# Evropa 2
Evropa 2 es una emisora de radio checa, perteneciente a Czech Media Invest, centrada en AC y pop.

## Historia
La emisora inició emisiones con la ayuda de la emisora francesa Europe 2 el 21 de marzo de 1990, siendo la primera radio comercial de Checoslovaquia. La programación consistía principalmente en retransmisiones de la emisora francesa, intercaladas con un programa local desde Praga.
A finales de 1991, la emisora fue la primera del país en obtener una licencia legal para emitir en Praga en la frecuencia 88.2 FM.
Durante la década de los años 90, la emisora se centró principalmente en ampliar su alcance y hacer más atractiva su programación. En aquellos años, la programación también incluía cobertura de bandas locales, emitidas principalmente por la noche.
En 1999, la fórmula de la radio cambió. Comenzó a enfocarse en el público objetivo de 12 a 30 años. En 2000, Evropa 2 empezó a emitir en Brno y Ostrava.
El 23 de abril de 2006 la emisora adoptó su imagen corporativa actual. Gradualmente, se introdujeron programas como Hot 20 y Top 40.
En 2009, el grupo Lagardère lanzó Europa 2, versión eslovaca de Evropa 2 con sede en Bratislava.
Junto con la emisora Frekvence 1, Evropa 2 perteneció desde su fundación al grupo Regie Radio Music, propiedad de Lagardère. Sin embargo, en 2018, las emisoras Evropa 2 y Frekvence 1, junto con Radio Bonton y Dance Radio, pasaron a formar parte del grupo mediático Czech Media Invest.

## Emisión
La emisora está disponible en FM, Internet y DAB+.
- Blansko: 94.6 FM.
- Brno: 105.5 FM.
- České Budějovice: 90.5 FM.
- Český Krumlov: 102.5 FM.
- Děčín: 92.7 FM.
- Frýdek-Místek: 95.4 FM.
- Hodonín: 90.2 FM.
- Cheb: 94.9 FM.
- Jihlava: 105.1 FM.
- Karlovy Vary: 93.8 FM.
- Klatovy: 107.5 FM.
- Liberec: 88.1 FM.
- Lovosice: 105.4 FM.
- Mariánské Lázně: 91.0 FM.
- Náchod: 107.9 FM.
- Olomouc: 99.3 FM.
- Ostrava: 97.7 FM.
- Pardubice: 99.5 FM.
- Písek: 103.6 FM.
- Plzeň: 101.3 FM.
- Plzeň: 92.2 FM.
- Praga: 88.2 FM.
- Střední Čechy: 105.5 FM.
- Prachatice: 89.3 FM.
- Sokolov: 90.5 FM.
- Špindlerův Mlýn: 99.3 FM.
- Strakonice: 95.3 FM.
- Trutnov: 107.8 FM.
- Třebíč: 106.2 FM.
- Třinec: 104.2 FM.
- Uherské Hradiště: 95.8 FM.
- Uherský Brod: 88.5 FM.
- Ústí nad Labem: 88.0 FM.
- Ústí nad Labem: 107.2 FM.
- Velká Bíteš: 99.7 FM.
- Velké Meziříčí: 92.9 FM.
- Vrchlabí: 106.4 FM.
- Vsetín: 96.6 FM.
- Zlín: 95.5 FM.
- Znojmo: 106.7 FM.
- Žďár nad Sázavou: 101.5 FM.